# Grijsrugweekschildpad
De grijsrugweekschildpad (Cycloderma frenatum) is een waterminnende schildpad uit de familie weekschildpadden (Trionychidae). De soort werd voor het eerst wetenschappelijk beschreven door Wilhelm Peters in 1854. Lange tijd werd de wetenschappelijke naam Aspidochelys livingstonii gebruikt.

## Uiterlijke kenmerken
De kleur is zwart-grijs met rijen puntjes op de kop en een grove, bruine tot bruingrijze nettekening op het schild. De nek is zeer breed en de eigenlijke kop klein. Van de snuit tot onder het schild zijn meestal 7-9 donkere lengtestrepen aanwezig die dit nog eens accentueren. De grijsrugweekschildpad heeft zwemvliezen tussen de tenen om beter te kunnen zwemmen. De neuspunt is verlengd om in de modder naar schelpdieren te wroeten en in dieper water adem te kunnen halen.

## Algemeen
Zoals alle weekschildpadden is deze soort vanwege het zachte schild op het land weerloos tegen vrijwel iedere vijand. De meeste schildpadden hebben een stevige bek waarmee ze flink kunnen bijten, maar ook deze ontbreekt bij de grijsrugweekschildpad. Het dier komt enkel uit het water om eieren te leggen, en brengt de rest van het leven in het water door of ingegraven in de modder.
De schildpad voedt zich met weekdieren, soms insecten of hun larven. Het schild wordt vrij groot, tot maximaal 60 cm, en de schildpad kan een leeftijd bereiken van 40 jaar. De soort komt voor in Afrika; grote delen van Mozambique, Tanzania, Zambia en Malawi, in plassen en meren en dode rivierarmen; aan snel stromend water hebben de meeste schildpadden, waaronder deze soort, een hekel.

## Galerij

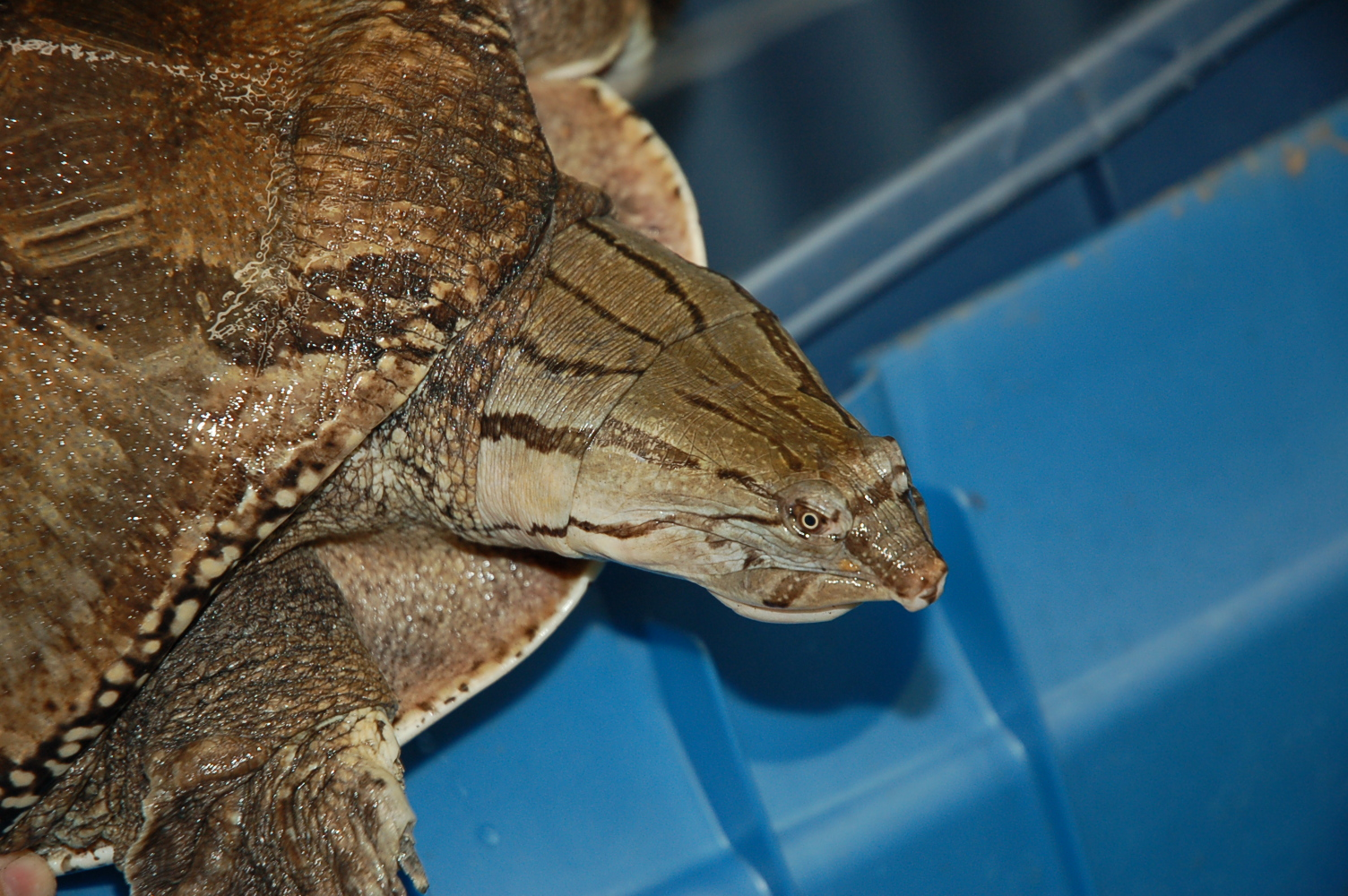
hoofd
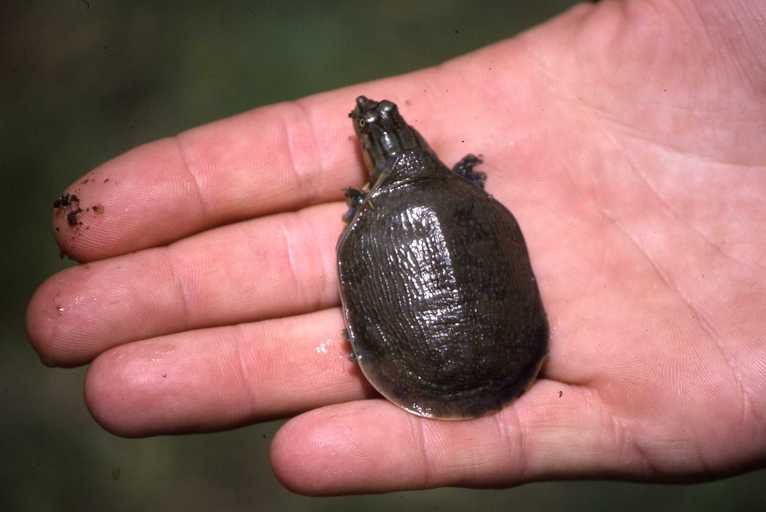
jonge schildpad